# چهارده‌گرایی
چهارده‌گرایی (انگلیسی: Quartodecimanism) quarta decima در سفر لاویان ۲۳: ۵، به معنی چهاردهم نامی است که به مراسم جشن مرگ مسیح در روز عید پسح در ۱۴ نیسان (عبری) داده شده‌است. به تاریخ گذاری کتاب مقدس، در هر روز از هفته. مناقشه چهارده‌گراها در کلیسا بر سر این بود که عید پاک را در اولین روز هفته، یکشنبه، یا همزمان با قربانی کردن بره پسح جشن بگیرند.